# Runaway (OneRepublic)
Runaway is een nummer van de Amerikaanse band OneRepublic uit 2023.

## Achtergrondinformatie
In "Runaway" zingt de liedverteller over zijn verlangen om met zijn geliefde te ontsnappen aan de druk en beperkingen van zijn leven, op zoek naar vrijheid en een nieuwe start. Hij erkent dat er zich ook hindernissen kunnen voordoen tijdens zijn zoektocht daar naartoe. "Runaway" werd in veel Europese landen een radiohit, maar haalde slechts in een handjevol landen de hitlijsten. In het Nederlandse taalgebied gebeurde dat wél; het bereikte namelijk de 6e positie in de Nederlandse Top 40, en de 9e in de Vlaamse Ultratop 50.

## Tracklijst
Muziekdownload
1. "Runaway" - 2:23